# Hsin-Han Lee
Hsin-Han Lee (19 de mayo de 1988) es un tenista profesional taiwanés, que participa principalmente en el circuito ATP Challenger Series y sobre todo en modalidad de dobles. 

## Carrera
Es diestro y juega con un revés a dos manos y su superficie favorita es la de polvo de ladrillo. Es entrenado por Chen Ming Mi.
Su ranking individual más alto logrado en el ranking mundial ATP, fue el n.º 537 el 30 de abril de 2012. Mientras que en dobles alcanzó el puesto n.º 93 el 11 de febrero de 2013.
Ha ganado hasta el momento 6 títulos de la categoría ATP Challenger Series, todos en modalidad de dobles.

### Copa Davis
Desde el año 2007 es participante del Equipo de Copa Davis de Taipéi. Tiene en esta competición un récord total de partidos ganados/perdidos de 3/5 (1/3 en individuales y 2/2 en dobles).

## Títulos; 6 (0 + 6)
| Leyenda                     | Individuales | Dobles |
| --------------------------- | ------------ | ------ |
| Grand Slam                  | 0            | 0      |
| ATP World Tour Finals       | 0            | 0      |
| ATP World Tour Masters 1000 | 0            | 0      |
| ATP World Tour 500 Series   | 0            | 0      |
| ATP World Tour 250 Series   | 0            | 0      |
| ATP Challenger Series       | 0            | 6      |

### Dobles
| No. | Fecha      | Torneo                  | Superficie    | Pareja           | Rival                          | Resultado           |
| --- | ---------- | ----------------------- | ------------- | ---------------- | ------------------------------ | ------------------- |
| 1.  | 31.07.2011 | Challenger de Wuhai     | Dura          | Yang Tsung-hua   | Feng He Zhang Ze               | 6–2, 7–6(4)         |
| 2.  | 09.06.2012 | Challenger de Prostejov | Tierra batida | Hsieh Cheng-peng | Colin Ebelthite John Peers     | 7–5, 7–5            |
| 3.  | 12.08.2012 | Challenger de Qarshi    | Dura          | Peng Hsien-yin   | Brydan Klein Yasutaka Uchiyama | 7–6(10), 6–2        |
| 4.  | 28.10.2012 | Challenger de Seúl      | Dura          | Peng Hsien-yin   | Lim Yong-Kyu Nam Ji-Sung       | 7–6(7–3), 7–5       |
| 5.  | 27.01.2013 | Challenger de Maui      | Dura          | Peng Hsien-yin   | Tennys Sandgren Rhyne Williams | 6–7(1), 6–2, [10–5] |
| 6.  | 16.06.2013 | Challenger de Praga     | Tierra batida | Peng Hsien-yin   | Vahid Mirzadeh Denis Zivkovic  | 6-4, 4-6, [10-5]    |